# خلنج حرجي
خلنج حرجي (الاسم العلمي:Erica silvatica) هو نوع من النباتات يتبع جنس الخلنج من الفصيلة الخلنجية.